# Maladera longiclava
Maladera longiclava är en skalbaggsart som beskrevs av Moser 1926. Maladera longiclava ingår i släktet Maladera och familjen Melolonthidae. Inga underarter finns listade i Catalogue of Life.